# Barje (Bosilegrad)
Pour les articles homonymes, voir Barje.
Barje (en serbe cyrillique : Барје) est un village de Serbie situé dans la municipalité de Bosilegrad, district de Pčinja. Au recensement de 2011, il comptait 8 habitants.

## Démographie
| 1948 | 1953 | 1961 | 1971 | 1981 | 1991 | 2002 | 2011 |
| ---- | ---- | ---- | ---- | ---- | ---- | ---- | ---- |
| 146  | 180  | 164  | 140  | 82   | 42   | 7    | 8    |

|  |